# Vegas del Condado
Vegas del Condado è un comune spagnolo di 1 379 abitanti situato nella comunità autonoma di Castiglia e León.

## Società

### Evoluzione demografica
| 1842 |  | 1857 |  | 1860 |  | 1877 |  | 1887 |  | 1897 |
| ---- |  | ---- |  | ---- |  | ---- |  | ---- |  | ---- |
| 1071 |  | 2404 |  | 2279 |  | 2664 |  | 2957 |  | 3146 |

| 1900 |  | 1910 |  | 1920 |  | 1930 |  | 1940 |  | 1950 |  | 1960 |  | 1970 |
| ---- |  | ---- |  | ---- |  | ---- |  | ---- |  | ---- |  | ---- |  | ---- |
| 3197 |  | 3448 |  | 3497 |  | 3896 |  | 3972 |  | 4082 |  | 3353 |  | 2496 |

| 1981 |  | 1986 |  | 1987 |  | 1988 |  | 1989 |
| ---- |  | ---- |  | ---- |  | ---- |  | ---- |
| 2025 |  | 1807 |  | 1814 |  | 1810 |  | 1798 |

| 1990 |  | 1991 |  | 1992 |  | 1993 |  | 1994 |  | 1995 |  | 1996 |  | 1997 |  | 1998 |  | 1999 |
| ---- |  | ---- |  | ---- |  | ---- |  | ---- |  | ---- |  | ---- |  | ---- |  | ---- |  | ---- |
| 1784 |  | 1628 |  | 1613 |  | 1598 |  | 1605 |  | 1602 |  | 1440 |  | -    |  | 1399 |  | 1399 |

| 2000 |  | 2001 |  | 2002 |  | 2003 |  | 2004 |  | 2005 |  | 2006 |  | 2007 |  | 2008 |  | 2009 |
| ---- |  | ---- |  | ---- |  | ---- |  | ---- |  | ---- |  | ---- |  | ---- |  | ---- |  | ---- |
| 1392 |  | 1391 |  | 1342 |  | 1350 |  | 1361 |  | 1335 |  | 1319 |  | 1353 |  | 1290 |  | 1263 |

| 2010 |  | 2011 |  | 2012 |  | 2013 |  | 2014 |
| ---- |  | ---- |  | ---- |  | ---- |  | ---- |
| 1240 |  | 1215 |  | 1195 |  | 1157 |  | 1175 |

## Politica
| PSOE           |  | 421 (5) |  | 773 (8) |  | 700 (7) |  | 610 (6) |  | 596 (6) |  | 603 (7) |  | 648 (7) |  | 531 (5) |  | 452 (5) |  | 470 (6) |
| UCD            |  | 331 (4) |  | -       |  | -       |  | -       |  | -       |  | -       |  | -       |  | -       |  | -       |  | -       |
| CD             |  | 157 (2) |  | -       |  | -       |  | -       |  | -       |  | -       |  | -       |  | -       |  | -       |  | -       |
| PP (AP-PDP-UL) |  | -       |  | 308 (3) |  | 196 (1) |  | 194 (2) |  | 340 (3) |  | 154 (1) |  | 125 (1) |  | 373 (4) |  | 310 (4) |  | 212 (3) |
| CDS            |  | -       |  | -       |  | 106 (1) |  | 63      |  | -       |  | -       |  | -       |  | -       |  | -       |  | -       |
| UPL            |  | -       |  | -       |  | -       |  | 108 (1) |  | 80      |  | 37      |  | 99 (1)  |  | 37      |  | 69      |  | 31      |
| IU             |  | -       |  | -       |  | -       |  | -       |  | -       |  | 88 (1)  |  | 50      |  | 39      |  | 9       |  | 27      |

## Feste
- Castrillo del Condado - Giuliano e Basilissa, 9 gennaio; Madonna del Rosario, 7 ottobre.
- Castro del Condado - Arcangelo Michele, 29 settembre.
- Cerezales del Condado - Giovanni Battista, 24 giugno e 29 agosto; Corpus domini, giugno.
- Moral del Condado - san Giuseppe lavoratore, 1º maggio; secondo Luglio.
- Represa del Condado - Lo scorso luglio.
- Santa María del Condado - Dulce Nombre de María, 12 de septiembre; Santa María Reina, 22 de agosto.
- San Cipriano del Condado - San Cipriano, 16 settembre; Nuestra Señora de las Mercedes, 24 settembre.
- San Vicente del Condado - Vincent de Paul, 27 settembre; San Andrés, 30 novembre.
- Secos del Condado - Nuestra Señora del Rosario, 7 ottobre; San Roque, 16 agosto.
- Vegas del Condado - San Esteban, 26 dicembre; Santiago Apóstol, 25 luglio.
- Villafruela del Condado - San Pelayo, 26 giugno; San Bartolo, 24 agosto.
- Villamayor del Condado - San Bernardino, 20 maggio.
- Villanueva del Condado -- Arcangelo Michele, 29 settembre .; Natividad de la Virgen, 8 e 9 settembre.